# Вирџинија (Илиноис)
Вирџинија (енгл. Virginia) град је у америчкој савезној држави Илиноис. По попису становништва из 2010. у њему је живело 1.611 становника.

## Демографија
Према попису становништва из 2010. у граду је живело 1.611 становника, што је 117 (6,8%) становника мање него 2000. године.
| Група             | 2000.         | 2010.         |
| Белци             | 1.696 (98,1%) | 1.548 (96,1%) |
| Афроамериканци    | 2 (0,1%)      | 9 (0,6%)      |
| Азијати           | 4 (0,2%)      | 4 (0,2%)      |
| Хиспаноамериканци | 15 (0,9%)     | 36 (2,2%)     |
| Укупно            | 1.728         | 1.611         |